# Trichocyclus
Trichocyclus là một chi nhện trong họ Pholcidae.

## Các loài
Các loài trong chi này gồm:
- Trichocyclus arabana Huber, 2001
- Trichocyclus aranda Huber, 2001
- Trichocyclus arawari Huber, 2001
- Trichocyclus arnga Huber, 2001
- Trichocyclus balladong Huber, 2001
- Trichocyclus bugai Huber, 2001
- Trichocyclus djauan Huber, 2001
- Trichocyclus gnalooma Huber, 2001
- Trichocyclus grayi Huber, 2001
- Trichocyclus harveyi Huber, 2001
- Trichocyclus hirsti Huber, 2001
- Trichocyclus kokata Huber, 2001
- Trichocyclus kurara Huber, 2001
- Trichocyclus nigropunctatus Simon, 1908
- Trichocyclus nullarbor Huber, 2001
- Trichocyclus oborindi Huber, 2001
- Trichocyclus pandima Huber, 2001
- Trichocyclus pustulatus Deeleman-Reinhold, 1995
- Trichocyclus septentrionalis Deeleman-Reinhold, 1993
- Trichocyclus ungumi Huber, 2001
- Trichocyclus warianga Huber, 2001
- Trichocyclus watta Huber, 2001
- Trichocyclus worora Huber, 2001